# Szalowa
Szalowa ist eine Ortschaft mit einem Schulzenamt der Gemeinde Łużna im Powiat Gorlicki der Woiwodschaft Kleinpolen in Polen.

## Geographie
Der Ort liegt nordwestlich des Bergs Maślana Góra (747 m) in den Niederen Beskiden.

## Geschichte
Der Ort wurde im Jahre 1357 erstmals urkundlich erwähnt. Im Jahre 1375 wurde eine römisch-katholische Pfarrei erwähnt.
Im 16. Jahrhundert gehörte das Dorf zur Familie Szalowski, die als eifrige Arianer nach dem Jahr 1658 nach Transsylvanien fliehen mussten.
Bei der Ersten Teilung Polens kam Szalowa 1772 zum neuen Königreich Galizien und Lodomerien des habsburgischen Kaiserreichs (ab 1804).
1918, nach dem Ende des Ersten Weltkriegs und dem Zusammenbruch der k.u.k. Monarchie, kam Szalowa zu Polen. Unterbrochen wurde dies nur durch die Besetzung Polens durch die Wehrmacht im Zweiten Weltkrieg.
Von 1975 bis 1998 gehörte Szalowa zur Woiwodschaft Nowy Sącz.

## Sehenswürdigkeiten
- Hölzerne Pfarrkirche des Erzengels Michael, gebaut 1738–1782

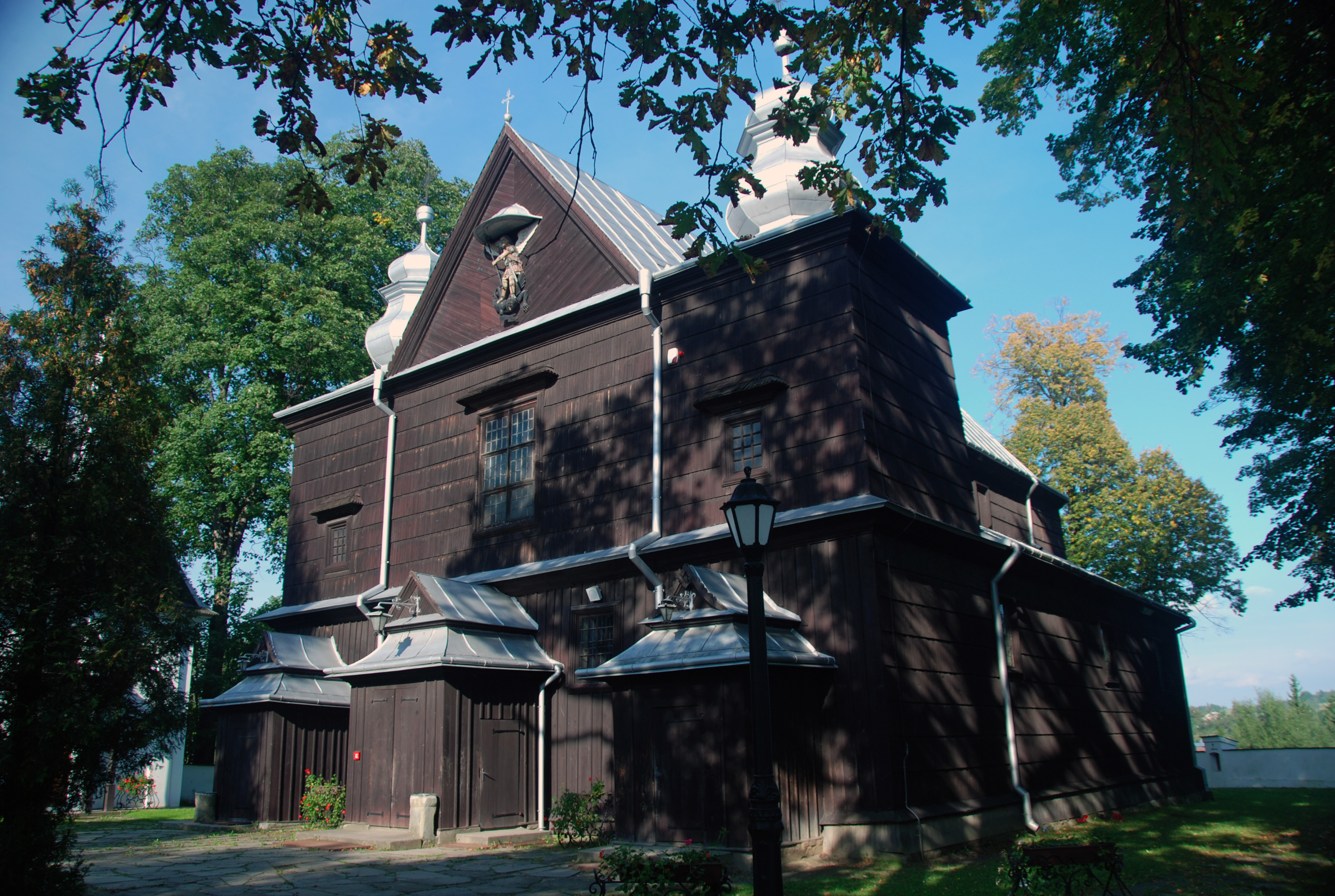
Holzkirche